# Queilén
Queilén é uma comuna chilena, localizada na Ilha Grande de Chiloé. A comuna pertence à Província de Chiloé, na Região de Los Lagos. Ocupa uma porção do sudeste da Ilha Grande de Chiloé, entre as comunas de Chonchi e Quellón, bem como as ilhas de Acuy e Tranqui.
A comuna limita-se: a norte com a comuna de Puqueldón; a noroeste com Chonchi; a sudoeste com Quellón; e a leste com a comuna de Chaitén, através do Golfo Corcovado.

## Ilha Acuy
É uma pequena ilha a sudeste da localidade de Queilén. Tem aproximadamente 2 km de comprimento e uns 500 metros de largura, e portanto conta somente com uma população pequena, maioritariamente indígena.